# 龍瑞太平
龍瑞太平（りゅうずいたいへい、Long Thụy Thái Bình, ロンチュィタイビン）は、ベトナム、李朝の聖宗李日尊の治世で使われた元号。1054年 - 1058年。

## 西暦等との対照表
| 龍瑞太平 | 元年             | 2年     | 3年              | 4年     | 5年     |
| 西暦     | 1054年           | 1055年  | 1056年           | 1057年  | 1058年  |
| 干支     | 甲午             | 乙未    | 丙申             | 丁酉    | 戊戌    |
| 宋       | 皇祐6年 至和元年 | 至和2年 | 至和3年 嘉祐元年 | 嘉祐2年 | 嘉祐3年 |

| 前の元号 崇興大宝 | ベトナムの元号 李朝 | 次の元号 彰聖嘉慶 |